# Pyjama Sam : Héros du goûter
 (janvier 2020).
Si vous disposez d'ouvrages ou d'articles de référence ou si vous connaissez des sites web de qualité traitant du thème abordé ici, merci de compléter l'article en donnant les références utiles à sa vérifiabilité et en les liant à la section « Notes et références ».
Pyjama Sam : Héros du goûter est un jeu vidéo développé par Humongous et édité par Atari sorti en 2000. C'est le troisième jeu de la série principale de Pyjama Sam. Il a été porté sous PlayStation en 2003.

## Résumé
Alors que Sam s'apprête à entamer une vingtième boîte de cookies afin de récupérer un vingtième couvercle de boîte et ainsi pourvoir gagner une figurine de son héros préféré, Pyjama Man, les cookies s'échappent de la boîte en direction du garde-manger. Après avoir trouvé et endossé sa cape, Sam se lance à la poursuite des cookies, mais la porte du garde-manger se referme derrière lui, plongeant la pièce dans l'obscurité, les cookies l'emportent quelque part et le font tomber dans un trou…
Sam se retrouve alors à une réception organisée en son honneur par des aliments gras et sucrés. Après avoir profité de la fête, Sam s'apprête à rentrer chez lui, en disant qu'il doit rentrer chez lui. Tout à coup, la musique s'arrête, les aliments s'arrêtent de danser et semblent outrés. Sam continue alors en disant que sa mère a fait des brocolis, ce qui outre encore plus son auditoire. Les aliments gras et sucrés décident alors de le jeter en prison pour trahison.
Sam y rencontre Florette, un brocoli, lui expliquant que les bonbons ne s'entendent pas toujours très bien avec les autres aliments et qu'elle devait aller à une conférence de paix mais que les bonbons l'ont en empêchée. Avec un peu d'astuce, Sam arrive à s'évader, permettant à Florette de rejoindre la pyramide des aliments pour la conférence de paix. Sam décide alors d'y aller également, n'ayant pas d'autre choix, les soldats bonbons patrouillant de l'autre côté.
Dans la pyramide, Sam découvre que la carotte (déjà rencontrée dans les deux précédents titres de Sam Pyjam) est maintenant conseiller politique pour le général Betterave, qui essaye de l'empêcher de devoir déclarer la guerre sur l'île de la crinière (une île où ne vivent que des aliments qui a la forme de Sam) à cause des graisses et des sucreries qui sont trop nombreuses en trouvant un compromis avec les autres types d'aliments, grâce à une conférence de paix. Le problème, c'est que sur les six groupes d'aliments, quatre représentants sont manquants. Sam va essayer de les retrouver.
Après avoir retrouvé tous les représentants, la conférence de paix peut commencer. C'est alors que les aliments commencent à s'énerver pour savoir quel groupe d'aliment est le meilleur. Au moment où la guerre risque d'être déclarée, Sam intervient et explique que s'il a appris quelque chose pendant cette aventure, c'est qu'aucun aliment n'est meilleur qu'un autre et qu'il fait varier son alimentation : par exemple, pour faire un bon sandwich au fromage, il fait du pain et du fromage… La paix est alors déclarée sur l'île de la crinière. Sam se rend compte qu'il a complètement oublié de dîner…

## Personnages
- Sam Pyjam.
- La carotte, déjà rencontrée dans les précédents titres de la série principale de Sam Pyjam/Pyjama Sam, maintenant conseiller politique du général Betterave.
- Le général Betterave.
- Boubou, un donut flottant qui permettra à Pyjama Sam de se déplacer sur la rivière.
- Florette, un brocoli, représentante des légumes à la conférence de paix.
- Luc Dandy, représentant des aliments sucrés à la conférence de paix.
- Charles Cheddar, représentant des produits laitiers à la conférence de paix.
- Granny Smith, représentante des fruits à la conférence de paix.
- Haricot 47, représentant des haricots à la conférence de paix.
- Syllabus, le sage, un sage habitant dans la montagne. Il souffle dans un trompe dès qu'il trouve la réponse à une question.
- Les cucurbitacées, deux cucurbitacées qui gardent l'entrée de l'observatoire réservé aux cucurbitacés.
- Les cannettes, des cannettes qui dansent.
- Les muffins, qui dont tourner la grande roue avec leurs appareils de musculation.
- Les haricots, ils sont en grève car les bonbons haricots n'aiment pas les haricots rouges et inversement.
- Le contremaître qui essaie de régler la grève des haricots.
- Les brioches, les muffins doivent les dessiner pour leur cours d'art.
- Bernard Baguette, représentant des pains et des céréales à la conférence de paix.
- L'œuf, il adore les frites, mais seulement avec de la sauce.
- Zap Zoup, il devine le poids des gens.
- Le vendeur de ballons, qui aimerait beaucoup avoir de nouvelles chaussures.
- Mickey Hollandaise, une banane humoriste qui ne peut faire rire les gens qu'avec ses grandes chaussures rouges car les soldats bonbons ont mélangé les fiches questions/réponses de ses blagues.
- Pomme Rutabaga, qui remplace Mickey Hollandaise quand il ne peut plus faire rire son public.
- La bibliothécaire.
- Cécile Céleri, qui donne des leçons d'étiquette.
- Céline Céleri, sa sœur, qui donne des leçons de danse.
- Les plombiers, Ciseau, Papier et Caillou.

## Voix françaises
Jackie Berger: Pyjama Sam (Sam Pyjam)
Pierre Bodson: quelques voix dont Pomme Rutabaga

## Renommage
Avec Héros du Goûter, Sam Pyjam prend un nom plus proche de celui de la version originale, Pyjama Sam. PyjaMan est également renommé Pyjama Man.